# Monte Carlo Masters 2000 - Qualificazioni singolare
Le qualificazioni del singolare  del Monte Carlo Masters 2000 sono state un torneo di tennis preliminare per accedere alla fase finale della manifestazione. I vincitori dell'ultimo turno sono entrati di diritto nel tabellone principale. In caso di ritiro di uno o più giocatori aventi diritto a questi sono subentrati i lucky loser, ossia i giocatori che hanno perso nell'ultimo turno ma che avevano una classifica più alta rispetto agli altri partecipanti che avevano comunque perso nel turno finale.
Le qualificazioni del torneoMonte Carlo Masters  2000 prevedevano 32 partecipanti di cui 8 sono entrati nel tabellone principale.

## Teste di serie
1. Maks Mirny (ultimo turno)
2. Alberto Berasategui (Qualificato)
3. Andrei Pavel (ultimo turno)
4. Mikael Tillström (ultimo turno)
5. Alberto Martín (ultimo turno)
6. Ivan Ljubičić (primo turno)
7. Hernán Gumy (primo turno)
8. George Bastl (primo turno)

1. Albert Portas (Qualificato)
2. Juan Antonio Marín (ultimo turno)
3. Magnus Gustafsson (ultimo turno)
4. Julien Boutter (primo turno)
5. Juan Ignacio Chela (Qualificato)
6. Stéphane Huet (primo turno)
7. Markus Hipfl (ultimo turno)
8. Christian Ruud (Qualificato)

## Qualificati
1. Christian Ruud
2. Alberto Berasategui
3. Juan Ignacio Chela
4. Stéphane Huet

1. Julien Boutter
2. Álex López Morón
3. Albert Portas
4. Orlin Stanojčev

## Tabellone

### Legenda
| - Q = Qualificato - WC = Wild card - LL = Lucky loser | - ALT = Alternate - SE = Special Exempt - PR = Protected Ranking | - w/o = Walkover - r = Ritirato - d = Squalificato |

### Sezione 1
|  | Primo turno | Primo turno      | Primo turno | Primo turno | Primo turno |  |  | Ultimo turno | Ultimo turno   | Ultimo turno | Ultimo turno | Ultimo turno |  |
|  |             |                  |             |             |             |  |  |              |                |              |              |              |  |
|  | 1           | Maks Mirny       | 4           | 6           | 6           |  |  |              |                |              |              |              |  |
|  |             | Andrej Stoljarov | 6           | 4           | 3           |  |  | 1            | Maks Mirny     | 6            | 0            | 5            |  |
|  | 16          | Christian Ruud   | 6           | 65          | 6           |  |  | 16           | Christian Ruud | 4            | 6            | 7            |  |
|  |             | Jan Siemerink    | 3           | 7           | 4           |  |  |              |                |              |              |              |  |

### Sezione 2
|  | Primo turno | Primo turno         | Primo turno         | Primo turno | Primo turno |  |  | Ultimo turno | Ultimo turno        | Ultimo turno        | Ultimo turno | Ultimo turno |  |
|  |             |                     |                     |             |             |  |  |              |                     |                     |              |              |  |
|  | 2           | Alberto Berasategui | Alberto Berasategui | 6           | 6           |  |  |              |                     |                     |              |              |  |
|  |             | John van Lottum     | John van Lottum     | 3           | 2           |  |  | 2            | Alberto Berasategui | Alberto Berasategui | 6            | 6            |  |
|  | 15          | Markus Hipfl        | Markus Hipfl        | 6           | 6           |  |  | 15           | Markus Hipfl        | Markus Hipfl        | 3            | 4            |  |
|  |             | Lorenzo Manta       | Lorenzo Manta       | 2           | 2           |  |  |              |                     |                     |              |              |  |

### Sezione 3
|  | Primo turno | Primo turno        | Primo turno        | Primo turno        | Primo turno |  |  | Ultimo turno | Ultimo turno       | Ultimo turno | Ultimo turno | Ultimo turno |  |
|  |             |                    |                    |                    |             |  |  |              |                    |              |              |              |  |
|  | 3           | Andrei Pavel       | 3                  | 6                  | 7           |  |  |              |                    |              |              |              |  |
|  |             | Michaël Llodra     | 6                  | 1                  | 65          |  |  | 3            | Andrei Pavel       | 7            | 3            | 3            |  |
|  | 13          | Juan Ignacio Chela | Juan Ignacio Chela | Juan Ignacio Chela | 5           |  |  | 13           | Juan Ignacio Chela | 65           | 6            | 6            |  |
|  |             | Thierry Guardiola  | Thierry Guardiola  | Thierry Guardiola  | 1r          |  |  |              |                    |              |              |              |  |

### Sezione 4
|  | Primo turno | Primo turno       | Primo turno       | Primo turno | Primo turno |  |  | Ultimo turno | Ultimo turno     | Ultimo turno | Ultimo turno | Ultimo turno |  |
|  |             |                   |                   |             |             |  |  |              |                  |              |              |              |  |
|  | 4           | Mikael Tillström  | Mikael Tillström  | 6           | 6           |  |  |              |                  |              |              |              |  |
|  |             | Antony Dupuis     | Antony Dupuis     | 3           | 4           |  |  | 4            | Mikael Tillström | 4            | 6            | 2            |  |
|  |             | Stéphane Huet     | Stéphane Huet     | 6           | 7           |  |  |              | Stéphane Huet    | 6            | 3            | 6            |  |
|  | 14          | Christophe Rochus | Christophe Rochus | 2           | 64          |  |  |              |                  |              |              |              |  |

### Sezione 5
|  | Primo turno | Primo turno            | Primo turno            | Primo turno | Primo turno |  |  | Ultimo turno | Ultimo turno   | Ultimo turno | Ultimo turno | Ultimo turno |  |
|  |             |                        |                        |             |             |  |  |              |                |              |              |              |  |
|  | 5           | Alberto Martín         | Alberto Martín         | 6           | 6           |  |  |              |                |              |              |              |  |
|  |             | German Puentes-Alcaniz | German Puentes-Alcaniz | 4           | 2           |  |  | 5            | Alberto Martín | 3            | 6            | 1            |  |
|  |             | Julien Boutter         | 3                      | 6           | 7           |  |  |              | Julien Boutter | 6            | 3            | 6            |  |
|  | 12          | Adrian Voinea          | 6                      | 3           | 5           |  |  |              |                |              |              |              |  |

### Sezione 6
|  | Primo turno | Primo turno       | Primo turno | Primo turno | Primo turno |  |  | Ultimo turno | Ultimo turno      | Ultimo turno | Ultimo turno | Ultimo turno |  |
|  |             |                   |             |             |             |  |  |              |                   |              |              |              |  |
|  |             | Álex López Morón  | 62          | 7           | 7           |  |  |              |                   |              |              |              |  |
|  | 6           | Ivan Ljubičić     | 7           | 5           | 68          |  |  |              | Álex López Morón  | 6            | 6(1)         | 7            |  |
|  | 11          | Magnus Gustafsson | 6           | 3           | 7           |  |  | 11           | Magnus Gustafsson | 1            | 7            | 64           |  |
|  |             | Martín Rodríguez  | 3           | 6           | 5           |  |  |              |                   |              |              |              |  |

### Sezione 7
|  | Primo turno | Primo turno        | Primo turno        | Primo turno | Primo turno |  |  | Ultimo turno | Ultimo turno       | Ultimo turno       | Ultimo turno | Ultimo turno |  |
|  |             |                    |                    |             |             |  |  |              |                    |                    |              |              |  |
|  |             | Paul-Henri Mathieu | Paul-Henri Mathieu | 7           | 6           |  |  |              |                    |                    |              |              |  |
|  | 7           | Hernán Gumy        | Hernán Gumy        | 63          | 1           |  |  |              | Paul-Henri Mathieu | Paul-Henri Mathieu | 5            | 2            |  |
|  | 9           | Albert Portas      | Albert Portas      | 6           | 6           |  |  | 9            | Albert Portas      | Albert Portas      | 7            | 6            |  |
|  |             | Wayne Arthurs      | Wayne Arthurs      | 2           | 4           |  |  |              |                    |                    |              |              |  |

### Sezione 8
|  | Primo turno | Primo turno        | Primo turno        | Primo turno | Primo turno |  |  | Ultimo turno | Ultimo turno       | Ultimo turno       | Ultimo turno | Ultimo turno |  |
|  |             |                    |                    |             |             |  |  |              |                    |                    |              |              |  |
|  |             | Orlin Stanojčev    | Orlin Stanojčev    | 6           | 6           |  |  |              |                    |                    |              |              |  |
|  | 8           | George Bastl       | George Bastl       | 3           | 3           |  |  |              | Orlin Stanojčev    | Orlin Stanojčev    | 6            | 6            |  |
|  | 10          | Juan Antonio Marín | Juan Antonio Marín | 7           | 6           |  |  | 10           | Juan Antonio Marín | Juan Antonio Marín | 3            | 4            |  |
|  |             | Renzo Furlan       | Renzo Furlan       | 6           | 4           |  |  |              |                    |                    |              |              |  |